# Meng Po
Meng Po sau Bătrâna doamnă Meng este o zeiță budistă a amneziei din mitologia chineză ce trăiește în Lumea de dincolo . Ea așteaptă împreună cu demonii ei la porțile celui de al 9-lea Infern budist sufletele decedaților . Într-o sală specială (Sala uitării) acestea se pregătesc să renască la o nouă existență terestră . Demonii care o ajută pe Meng Po separă sufletele după sex , apoi zeița dă fiecăruia să bea dintr-un bol o licoare preparată din niște ierburi și apa luată dintr-un anumit lac . 
Licoarea magică , dulce-amară , are ca efect pierderea oricărei amintiri despre cea ce a fost sufletul în viață . Această uitare a trecutului este socotită un act de milostenie . După ce sufletele beau licoarea amneziei , de bunăvoie s-au forțate , ele sunt îndreptate spre Podul Durerii (Ku-chou kiao) , apoi ajung într-un fluviu de culoarea cinbrului (roșu aprins) unde se întâlnesc cu doi demoni numiți Viața nu e lungă și Moartea e aproape . De aici pășesc spre o nouă viață .
Licoarea amneziei nu are nici un antidot . Numai Buddha Shakyamuni are posibilitatea să scape de efectul magic al licori prin tehnicile sale de meditație . El rămâne , așadar , singurul căruia îi revin în memorie viețile reîncarnărilor anterioare .